# Guantian, Fujian
Guantian (kinesiska: 官田) är en socken i sydöstra Kina. Den ligger i Zhangping i staden Longyan i provinsen Fujian, omkring 220 kilometer sydväst om provinshuvudstaden Fuzhou. Antalet invånare är 5 749. Befolkningen består av 2 767 kvinnor och 2 982 män. Barn under 15 år utgör 15,0 %, vuxna 15-64 år 69 %, och äldre över 65 år 15,0 %.